# Africa dreams
Africa Dreams est une série de bande dessinée historique écrite par les Belges Maryse et Jean-François Charles (créateurs d'India dreams huit ans plus tôt) et dessinée par le Français Frédéric Bihel. Ses quatre volumes ont été publiés par Casterman entre 2010 et 2016.
Cette série fidèle aux faits historiques suit différents personnages dans l'État indépendant du Congo.

## Liste des albums
- Africa Dreams, Casterman, coll. « Univers d'auteurs » :

1. L'Ombre du Roi, 2010  (ISBN 978-2-203-00547-1).
2. Dix volontaires sont arrivés enchaînés, 2012  (ISBN 978-2-203-03428-0).
3. Ce bon Monsieur Stanley, 2013  (ISBN 978-2-203-05820-0).
4. Un procès colonial, 2016  (ISBN 978-2-203-07931-1).

### Documentation
- Anne Cornet, « La Série Africa Dreams, une autre manière de faire l’histoire du Congo  », Outre-mers, nos 392-393,‎ décembre 2016, p. 113-141.